# America: No Peace Beyond the Line
America: No Peace Beyond the Line (также известна как A*M*E*R*I*C*A) — стратегия в реальном времени на тематику Дикого Запада. События в игре проходят на территории современных США и Мексики в XIX веке. Игра содержит 4 компании: за индейцев племени Сиу, мексиканцев, бандитов и поселенцев США. Каждая фракция имеет свои способности, которые влияют на стратегию игрока. Как и в играх, похожих на Age of Empires, игрок должен собирать ресурсы, чтобы нанять войска и построить новые здания. Игра поддерживает сетевую игру до 8 игроков.

## Ресурсы
- Пища. Требуется для большинства юнитов. Можно добыть несколькими способами:
  - Охота. Охотники, лучники и ополченцы могут охотиться на бизонов, коров, лошадей.
  - Поля. Женщины могут добывать пищу с поля.
  - Ликёро-водочные заводы. Для бандитов источником пищи служит выпивка, производимая на ликёро-водочных заводах.
- Дерево. Требуется для некоторых юнитов и постройки зданий.
- Золото. Требуется для некоторого количества юнитов и зданий.
- Ружья. Требуются для создания боевых юнитов, вооруженных ружьями.
- Лошади Требуются для создания боевых юнитов на лошадях, которые передвигаются быстрее обычных. Можно добыть несколькими способами:
  - Поимка. Любой ваш юнит может превратить нейтральную лошадь в вашу, подойдя к ней.
  - Выращивание. В загонах или ранчо за 80 пищи.

## Дополнения
К игре вышло одно дополнение «America Expansion Pack», включающее в себя:
- Редактор карт.
- 1 юнит для каждой фракции.
- 1 здание для каждой фракции.
- По 2 дополнительные миссии для каждой кампании.

## Отзывы
| Сводный рейтинг    | Сводный рейтинг |
| Агрегатор          | Оценка          |
| ------------------ | --------------- |
| GameRankings       | 57,40 %         |
| Metacritic         | 50/100          |
| Иноязычные издания |                 |
| Издание            | Оценка          |
| CGW                | [ 3 ]           |
| Game Informer      | 6,5/10          |
| GameSpot           | 4,8/10          |
| GameZone           | 8,5/10          |
| IGN                | 4,5/10          |
| Jeuxvideo.com      | 15/20           |
| Next Generation    | [ 9 ]           |
| PC Gamer (US)      | 48 %            |